# Maurice Duplay (écrivain)
Cet article concerne le romancier français. Pour le révolutionnaire français, voir Maurice Duplay.
Pour les articles homonymes, voir Maurice Duplay et Duplay.
Œuvres principales
Mon ami Marcel Proust ; L'Inexorable ; Robespierre, amant de la Patrie
Maurice Duplay né à Paris le 25 juillet 1880 et mort dans la même ville le 12 février 1978 est un écrivain français.
Il est un proche de Marcel Proust auquel il a consacré un ouvrage.

## Biographie
Maurice Duplay naît dans le 9e arrondissement de Paris le 25 juillet 1880, fils unique du chirurgien Simon Duplay, membre de l'Académie de médecine et inventeur du spéculum nasal, et de Caroline Faugère-Dubourg. Il est l'arrière-petit-fils du révolutionnaire Simon Duplay qui logea Maximilien de Robespierre rue Saint-Honoré, du 17 juillet 1791 à sa mort. Par sa mère, il est le neveu de Charles Rabot.
Son père avait fait ses études de médecine avec Adrien Proust, le père de Marcel Proust ; les familles Duplay et Proust habitent dans le quartier de la Madeleine puis de la Plaine-de-Monceaux et se fréquentent régulièrement. Maurice Duplay a neuf ans de moins que Marcel Proust ; ils sont en relation épistolaire à partir de 1905 et les lettres de Proust adressées à Duplay qui sont connues commentent le style et le sujet de l'œuvre romanesque de ce dernier et donnent des conseils littéraires. Le 15 avril 1909, Maurice Duplay est avec le journaliste Louis Besse le témoins de Filippo Marinetti dans le duel à l’épée qui a opposé Marinetti au critique dramatique Charles-Henry Hirsch à propos d’un litige sur la poésie.
Maurice Duplay est diplômé des langues orientales vivantes. Il effectue son service militaire avec la classe 1900, au 9e régiment d'infanterie. Son registre militaire donne sa description physique : cheveux et sourcils châtains, yeux bleus, 1,67 m.
En 1912, il réside à Paris au 9, rue Édouard Detaille.
Rappelé à l'activité militaire le 1er août 1914, il prend part à la Première Guerre mondiale et fait toute la campagne contre l'Allemagne. Il est versé dans le service auxiliaire à la suite d'une myocardite.
Maurice Duplay se marie à Paris le 5 février 1924 à Pauline Kettler, née à Paris le 22 février 1887, qui mourra le 27 septembre 1963.
Il meurt 12 février 1978 le dans le 12e arrondissement de Paris.

## Œuvres
Maurice Duplay est l'auteur de nombreux romans, textes et articles.

### Romans
- La Trempe : L'École des héros, Paris, Albin Michel, 1905.
- Léo, Paris, A.-Z. Mathot, 1909.
- Ce qui tua Farget, Paris, Arthème Fayard, 1911.
- L'Inexorable, Paris, Plon-Nourrit, 1913.
- Le Visage démaquillé, Paris, J. Ferenczi & fils, 1922.
- Adonis-bar, Paris, Albin Michel, 1928. Réédité par Jean-Marc Barféty chez QuestionDeGenreGKC, 2023.
- Nos médecins, Paris, Fayard, 1925[8].
- La Femme de César, Paris, Arthème Fayard, 1925.
- Le Sourire de Paris, Paris, Arthème Fayard, 1929.
- Sans revolver ni guitare, Paris, Calmann-Lévy, collection « Le Prisme », 1930.
- La Bacchanale, Paris, Arthème Fayard.
- avec Pierre Bonardi : Héliogabale, Orgies romaines, Paris, Éditions de France, 1935.

### Essais et biographies
- Paul Brulat, Paris, La Maison française d'art et d'édition, collection « Biographies contemporaines », 1922.
- Robespierre, amant de la Patrie, Paris, Albin Michel, 1929.
- Dans la brousse parisienne. La révérende Mère Jeanne de Seyssel, religieuse de Notre-Dame-du-Cénacle (1857-1912), Paris, Maison de la Bonne Presse, 1931.
- Le général Boulanger, la dictature ou l'amour, Paris, Éditions nationales, 1936.  — Prix Montyon 1937 de l’Académie française.
- avec Pierre Bonardi : Une grande hétaïre : Cora Pearl, Paris, Les Éditions de France, 1939.
- « Proust avant Proust », Les Nouvelles littéraires, artistiques et scientifiques, no 1570, 1957, p. 4.
- Mesdames de Sainte-Amaranthe, Paris, SEPFE, collection « Aux sources de l'histoire », 1960.
- Mon ami Marcel Proust : souvenirs intimes, Paris, Gallimard, Cahiers Marcel Proust, nouvelle série, no 5, 1972.